# Tarnówka (gromada)
Tarnówka – dawna gromada, czyli najmniejsza jednostka podziału terytorialnego Polskiej Rzeczypospolitej Ludowej w latach 1954–1972.
Gromady, z gromadzkimi radami narodowymi (GRN) jako organami władzy najniższego stopnia na wsi, funkcjonowały od reformy reorganizującej administrację wiejską przeprowadzonej jesienią 1954 do momentu ich zniesienia z dniem 1 stycznia 1973, tym samym wypierając organizację gminną w latach 1954–1972.
Gromadę Tarnówka z siedzibą GRN w Tarnówce utworzono – jako jedną z 8759 gromad na obszarze Polski – w powiecie złotowskim w woj. koszalińskim na mocy uchwały nr 43/54 WRN w Koszalinie z dnia 5 października 1954. W skład jednostki weszły obszary dotychczasowych gromad Tarnówka (bez gruntów PGR Pomiarki), Sokolna i Osówka (bez gruntów PGR Pomiarki) ze zniesionej gminy Tarnówka w powiecie złotowskim oraz obszar dotychczasowej gromady Ptusza ze zniesionej gminy Szwecja w powiecie wałeckim w tymże województwie. Dla gromady ustalono 24 członków gromadzkiej rady narodowej.
1 stycznia 1958 do gromady Tarnówka włączono wsie Płytnica i Piecemin ze zniesionej gromady Krępsko w powiecie wałeckim w tymże województwie.
31 grudnia 1961 do gromady Tarnówka włączono wsie Piecewo i Węgierce ze zniesionej gromady Zalesie w tymże powiecie.
Gromada przetrwała do końca 1972 roku, czyli do kolejnej reformy gminnej. 1 stycznia 1973 w powiecie złotowskim reaktywowano gminę Tarnówka (zniesioną przejściowo w latach 1977-1982).